# Мартовское пиво (сорт)
«Ма́ртовское» — советский сорт пива, созданный на базе российских традиций производства пива стиля Венское мартовское.
Сорт был разработан в 1935 году специалистами ВНИИ пивоваренной и винодельческой промышленности. Вместе с ним были разработаны и внедрены в производство на пивоваренных заводах Наркомпищепрома другие известные советские сорта пива: «Жигулёвское», «Ленинградское», «Украинское» и др.
Начиная с 1938 года «Мартовское» присутствует в советских стандартах. Оно регламентировалось как тёмное пиво низового брожения со слегка сладковатым вкусом и сильным солодовым ароматом, плотностью начального сусла не ниже 14,5 % и с содержанием не менее 3,8 % весовых (позднее — по массе) спирта.
В настоящее время пиво с таким названием производится некоторыми пивоваренными заводами на постсоветском пространстве.